# Wioleta Kruscharska
Wioleta Kruscharska (bulgarisch Виолета Крушарска, engl. Transkription Violeta Krusharska; * 1. Januar 1991) ist eine bulgarische Biathletin.
Wioleta Kruscharska gab ihr internationales Debüt im Rahmen der Sommerbiathlon-Europameisterschaften 2008 in Bansko, wo sie nach dem Sprintrennen, bei dem sie sechs Schießfehler aufzuweisen hatte, nach IBU-Regel 7.5.k disqualifiziert wurde. Weitere internationale Einsätze folgten in der Saison 2008/09 im IBU-Cup. Dort bestritt sie in Bansko bei einem Sprint ihr erstes Rennen und erreichte mit Rang 19 nicht nur sofort den Gewinn erster Punkte, sondern schaffte mit Platz 13 in der Verfolgung auch ihre bislang beste Platzierung im IBU-Cup.